# Euxoa fallax
Euxoa fallax är en fjärilsart som beskrevs av Eduard Friedrich Eversmann 1854. Euxoa fallax ingår i släktet Euxoa och familjen nattflyn. Inga underarter finns listade i Catalogue of Life.